# Paroząb śniady
Paroząb śniady (Didymodon luridus Hornsch.) – gatunek mchu należący do rodziny płoniwowatych (Pottiaceae Schimp.). 

## Rozmieszczenie geograficzne
W Polsce podawany m.in. z województwa śląskiego i Bieszczadów Zachodnich.

## Morfologia
GametofitFormuje niskie, ciemnozielone kępy. Łodyżki osiągają od 0,5 do 1 cm wysokości. Listki stosunkowo szerokie, długości około 1,25–1,75 mm, z wierzchołkiem zaokrąglonym lub z ostrym kończykiem. W stanie suchym listki są wyprostowane i stulone.
SporofitPuszka zarodni cylindryczna, Perystom o krótkich bladożółtych zębach.

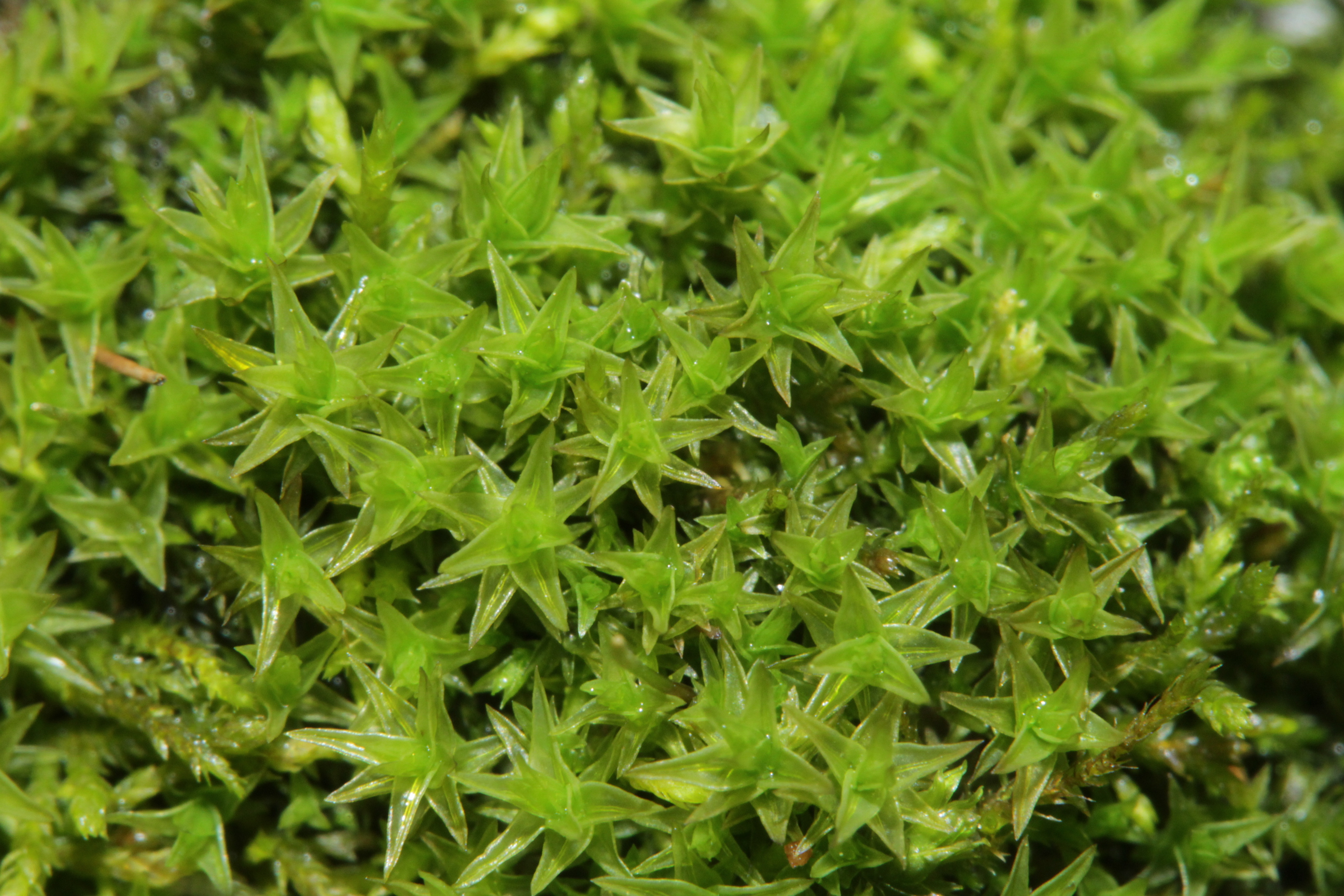
Pokrój
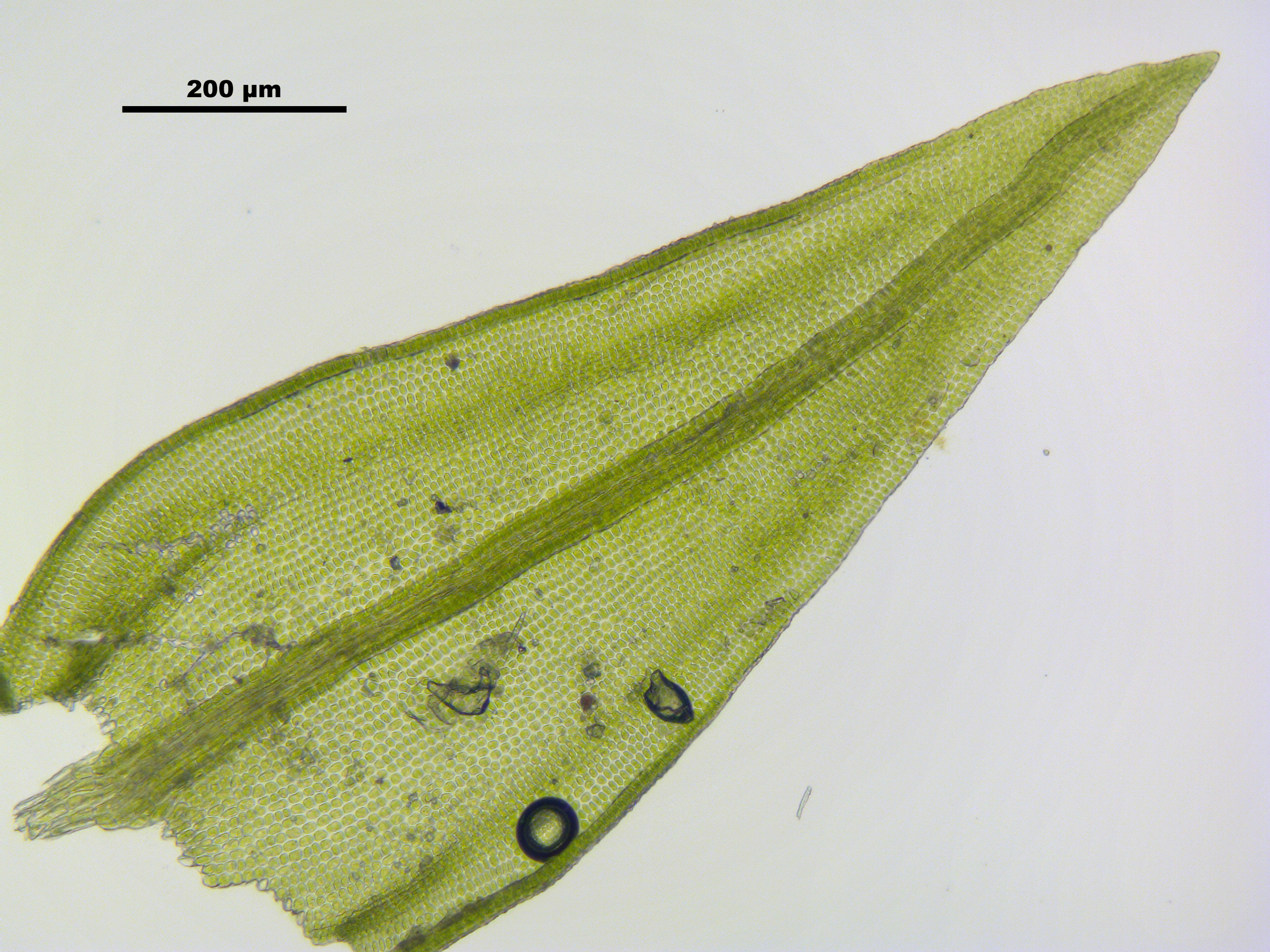
Listek

## Biologia i ekologia
Gatunek dwupienny, kilkuletni. Puszki zarodni występują rzadko, zimą. Na terenie Bieszczadów nie obserwowano sporogonów.
Gatunek światłolubny, mezofilny, kalcyfilny. W Bieszczadach występuje w zbiorowiskach epilitycznych, powyżej górnej granicy lasu, maksymalnie do 1200 m n.p.m. Rośnie na wilgotnych skałach, kamieniach i murach, na przykład w lasach czy wokół budynków. Może też rosnąć na płytkiej glebie, a także na kamieniach i korzeniach drzew w strefach zalewowych rzek, jak również na wilgotnym piasku wydm.

## Systematyka i nazewnictwo
Synonimy: Barbula imbricata Herrnst. & Heyn., Barbula lurida Hornsch. (nazwa uznana przez The Plant List za odrębny gatunek), Barbula trifaria (Hedw.) Mitt. (nazwa uznana przez The Plant List za odrębny gatunek).

## Zagrożenia i ochrona
Gatunek został wpisany na czerwoną listę mchów województwa śląskiego z kategorią zagrożenia „DD” (o nieokreślonym zagrożeniu, wymagające dokładniejszych danych, stan na 2011 r.), tę samą kategorię otrzymał w Bieszczadach. W 2001 r. na Słowacji również nadano mu kategorię „DD”, zaś w 2005 r. w Czechach kategorię „LR” (o niskim stopniu zagrożenia).
Stanowiska w Bieszczadach występujące na terenie Bieszczadzkiego Parku Narodowego objęte są ochroną.